# Allison Mack
Allison Christin Mack, född 29 juli 1982 i Preetz i Schleswig-Holstein i Tyskland, är en amerikansk skådespelerska som medverkar i TV-serien Smallville. Hon flyttade till USA 1984. I Smallville spelar Mack Clark Kents kompis Chloe Sullivan.

## Biografi
Allison Mack föddes i Preetz i dåvarande Västtyskland där hennes far Jonathan arbetade som operasångare. Hon har en bror, Shannon, och en syster, Robyn.

### NXIVM
2010 kom rapporter om att Mack och hennes Smallville-kollega Kristin Kreuk hade rekryterats till NXIVM, ett nätverksförsäljningsföretag som har anklagats för att vara en sekt. Den 20 april 2018 greps Mack av FBI anklagad för människohandel. Enligt åklagarna ska Mack som näst högst i ett pyramidspel kallat DOS ha rekryterat kvinnor som sexslavar åt sin chef, Keith Raniere, genom utpressning. Kvinnorna ska ha hotats med att få skadlig information om dem läckt. I april 2019 erkände Mack.

## Filmografi (i urval)
- 1991 – Sanningens pris
- 1992 – Tecken från Holly
- 1996 – En räddande ängel
- 1997 – Älskling, vi krympte oss själva
- 2006 – Myrmobbaren (röst)